# Alexanders geesten

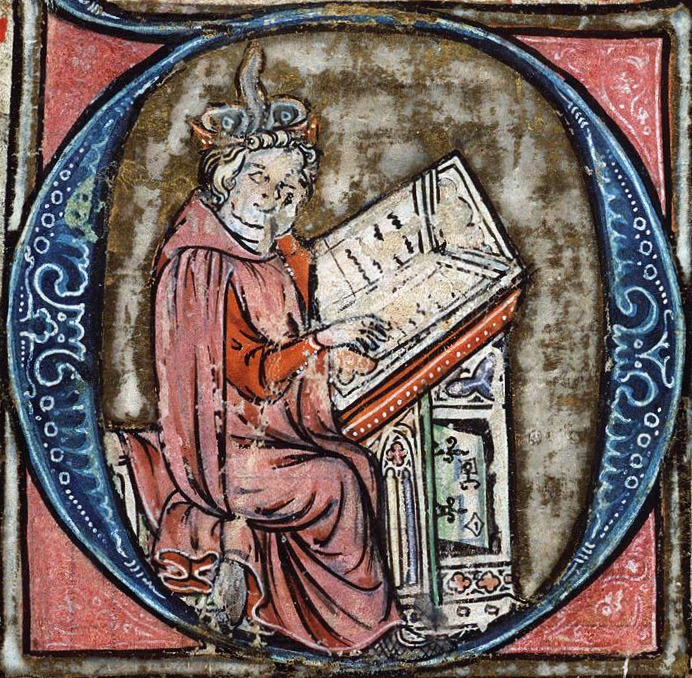
Jacob van Maerlant, miniatuur in de Spieghel Historiael (ca. 1325-1335)

Alexanders geesten is een werk van Jacob van Maerlant dat omstreeks 1260 werd geschreven. Het is een Middelnederlandse bewerking van de Alexandreis, een middeleeuws  epos van de hand van Gautier de Châtillon (ca. 1135-ca. 1190).

## Kenmerken
Alexanders geesten beschrijft het leven van Alexander de Grote vanaf zijn geboorte tot zijn dood. Dankzij de idealisering en de uitgebreide verslagen over veldslagen past het werk in de traditie van de ridderromans. De titel Alexanders geesten betekent dan ook zoiets als De heldendaden van Alexander; het woord geeste hier is niet gerelateerd aan modern Nederlands geest, maar een ontlening aan Oudfrans geste ('daad', of '(helden)verhaal').
Het verhaal bestaat uit tien hoofdstukken waarbij het volledige leven van Alexander de Grote van bij de geboorte tot zijn dood wordt beschreven. Gedurende het werk wordt hij dan ook sterk geïdealiseerd, aangezien Alexander als grote voorbeeld voor de lezers wordt aangeduid. Hierbij speelt de hoofsheid een belangrijke rol.
Als men de eerste letters van alle hoofdstukken bij elkaar neemt, kan het acrostichon Aleide gevormd worden. Dat doet ons vermoeden dat het werk werd geschreven in opdracht van Aleid van Holland, de tante en voogdes van Floris V.

## Ontstaan
Jacob van Maerlant schreef het verhaal in de eerste plaats voor zijn leerling Floris V, de toekomstige graaf van Holland en Zeeland. Hij wilde hem namelijk het Latijnse epos Alexandreis laten lezen. Aangezien Floris V geen Latijn kende, besloot van Maerlant het werk dan maar in het Middelnederlands te vertalen. Het feit dat zijn doelpubliek jonge edelen waren, is duidelijk te merken in het verhaal. Zo verwerkt van Maerlant heel wat wetenschappelijke kennis over vreemde volkeren, bijzondere natuurverschijnselen, geografie en wereldgeschiedenis om het interessant te houden voor zijn publiek.

## Edities
- Alexanders Geesten van Jacob van Maerlant, met inleiding, varianten van hss., aanteekeningen en glossarium [...] door C.A. Serrure. 2 dln. Brussel 1860-1861.
- Alexanders geesten, van Jacob van Maerlant. Op nieuw uitgegeven door Johannes Franck. Groningen 1882.